# Chaetonotus dentatus
Chaetonotus dentatus is een buikharige uit de familie Chaetonotidae. De wetenschappelijke naam van de soort werd in 1992 voor het eerst geldig gepubliceerd door Tretyakova. 